# Fédération européenne des associations étudiantes de psychologie
La Fédération européenne des associations étudiantes de psychologie (EFPSA) est une association, qui regroupe des associations étudiantes de plusieurs pays européens. Elle est affiliée à la Fédération européenne des associations de psychologues depuis 2001.

## Histoire
La Fédération européenne des associations étudiantes de psychologie est fondée en avril 1987 à l'université de Lisbonne au Portugal. Elle regroupe les étudiants de 25 pays européens.
En 2001, la fédération devient membre de la Fédération européenne des associations de psychologues (EFPA),.

## Activités
L'EFPSA organise des congrès annuels sauf durant la pandémie et édite une revue, le Journal of European Psychology Students,.